# الویزاو، بخش چلم
الویزاو، بخش چلم (به لاتین: Alojzów, Chełm County) یک منطقهٔ مسکونی در لهستان است که در Gmina Leśniowice واقع شده‌است.